# باشگاه فوتبال برگیش گلادباخ
باشگاه فوتبال اس وی برگیش گلادباخ ۰۹ یکی از باشگاه‌های فوتبال آلمان و نمایندهٔ شهر برگیش گلادباخ از ایالت نوردراین-وستفالن است.

## تاریخچه
این باشگاه در سال ۱۹۰۹ تحت نام باشگاه فوتبال برگیش گلادباخ تأسیس شد.

## فوتبال زنان
برگیش گلادباخ با داشتن ۹ عنوان قهرمانی ملی برای کشور آلمان و دارا بودن سه عنوان قهرمانی جام حذفی فوتبال زنان آلمان
یکی از موفقترین تیم‌های فوتبال زنان به حساب می‌آید.این باشگاه بازیکن ساز هجده بازیکن ملی را به تیم ملی فوتبال زنان آلمان معرفی کرده‌است؛ که از جمله معروفترین این بازیکنان می‌توان به زیلویا ناید بازیکن بازنشسته فوتبال اشاره کرد. قسمت زنان این باشگاه در سال ۱۹۹۶ از این باشگاه جدا شد و بخشی از باشگاه توس کلن آرآراچ شد که از فصل ۲۰۰۷–۸ پروانه آن به باشگاه بایر لورکوزن داده شده‌است.